# Манастир Данићи
Манастир Данићи је манастир Епархије захумско-херцеговачка и приморске Српске православне цркве који се налази у селу Данићи, код Гацка. Манастир је новооснован.

## Садашњост
У средишту села Данићи, 2000. године подигнута је богомоља у знак сјећања на погинуле у ратовима 1941—1945. и 1991—1995. године. Богомољу је подигао Протојереј-ставрофор Раде Зеленовић као молитвени спомен ујчевини Бољановићима погинулим ( баченим у јаму у Фазлагића Кули ). Храм носи име Свјештеномученика Петра Зимоњића, јединог свеца са простора Гацка. Петар Зимоњић ( Јован ) je одрастао на овим просторима и играо се по лединама гдје је саграђена црква.